# Лујо Давичо
Лујо Давичо (Београд, 4. јун 1908 — Никшић, јун 1942) био је балетски играч, педагог, композитор и учесник Народноослободилачке борбе.

## Биографија
Рођен је 4. јуна 1908. године у Београду. Потиче из сефардске јеврејске породице.
Био је ученик Школе за ритмику и пластику Маге Магазиновић. Године 1930. је завршио школовање у Институту Жак-Далкроза.
Радио је као наставник ритмичке гимнастике у Музичкој школи „Станковић“ и на Музичкој академији. Био је играч, педагог и кореограф. Свој рад је заснивао на ритмичкој гимнастици и пластици Далкроза, а у кореографије је уносио и елементе из српских народних игара.
У предратном периоду приступио је револуционарном покрету и постао члан тада илегалне Комунистичке партије Југославије (КПЈ). До почетка рата активно је учествовао у скаутској организацији и компоновао револуционарне песме.
После окупације Краљевине Југославије, 1941. године, прешао је у Подгорицу, где је приступио Народноослободилачком покрету и постао учесник Народноослободилачке борбе. Као припадник НОП-а, 26. јуна 1942. године извео је диверзантску акцију, бацивши бомбу у мензу где су се хранили италијански официри. Том приликом погинула су два, а рањено више официра.
После ове акције, Италијани су успели да га ухапсе. Био је изведен пред Преки суд у Никшићу, који га је осудио на смртну казну.
Балетска школа „Лујо Давичо“ у Београду, основана 1947. године, од 1960. године носи његово име.